# Rothbach
Rothbach é uma comuna francesa na região administrativa de Grande Leste, no departamento do Baixo Reno. Estende-se por uma área de 8 km². Em 2010 a comuna tinha 470 habitantes (densidade: 58,8 hab./km²).